# 이스라엘 농구 국가대표팀
이스라엘 농구 국가대표팀(히브리어: נבחרת ישראל בכדורסל)은 이스라엘를 대표하여 국가대항전에 참가하는 농구 국가대표팀으로 이스라엘 농구 연맹에 의해 운영된다. 유로바스켓에서 준우승 1회 달성했다.